# Luciano Piquè
Luciano Piquè (Venezia, 11 giugno 1935 – Genova, 2 novembre 2021) è stato un calciatore e allenatore di calcio italiano, di ruolo difensore e mediano.

## Biografia
Nato a Mestre, lasciato il calcio giocato restò a vivere a Genova, gestendo una profumeria nel quartiere di Quinto insieme alla moglie Andreina. È morto nel capoluogo ligure il 2 novembre 2021.

## Carriera
Cresciuto nel Favaro, gioca in Serie A con le maglie di Udinese (con la quale ha esordito in Serie A il 19 agosto 1956 in Udinese-Fiorentina 2-5), Genoa e Padova 100 partite segnando 4 gol. Giocò anche in Serie B sempre con Udinese e Genoa.
Esordì nel Genoa nella semifinale di Coppa Italia 1958-1959 il 6 settembre 1958, in cui i rossoblù furono sconfitti per 1-0 dalla Juventus. Il 13 settembre seguente Piquè con la sua squadra si aggiudicò il terzo posto finale nella competizione battendo per 2-1 il Venezia. Nella pessima stagione 1959-1960 per i genoani, conclusasi con la retrocessione in cadetteria, Piquè fu tra i pochi giocatori a fornire buone prestazioni, venendo impiegato in tutti gli incontri ufficiali giocati dalla squadra in quell'annata. Segnò la sua prima rete con il Genoa nella sconfitta esterna per 2-1 contro il Milan il 6 marzo 1960.
Restò in forza al Genoa anche nella stagione seguente in cadetteria, ottenendo la salvezza nonostante i sette punti di penalità inflitti al club a seguito del Caso Cappello.
Per il Genoa giocò ancora due incontri nella Coppa dell'Amicizia italo-francese 1961 e la partita del primo turno della Coppa Italia 1961-1962, persa contro la Lazio, prima di essere ceduto nell'autunno 1961 al Padova.
Con i veneti giocò otto incontri, retrocedendo in cadetteria al termine della Serie A 1961-1962.
Ritornò al Genoa la stagione seguente senza però essere mai impiegato. Lasciato definitivamente il Grifone continuò la sua carriera agonistica in Liguria nelle serie inferiori con il Savona, Entella e Alassio.
In carriera ha collezionato complessivamente 128 presenze e 6 reti in Serie A e 32 presenze ed una rete in Serie B.
Iniziò la carriera di allenatore nell'Alassio, per proseguirla poi nel Canelli, Omegna, in Serie C2 e Pro Vercelli.

## Palmarès

### Giocatore

#### Competizioni nazionali
- IV Serie: 1

Mestrina: 1954-1955
- Serie B: 1

Udinese: 1955-1956